# ۶۴ بره
۶۴ بره یک ستاره است که در صورت فلکی برج حمل قرار دارد.